# Takashi Miyazawa
Takashi Miyazawa (宮澤 崇史, Miyazawa Takashi), né le 27 février 1978, est un coureur cycliste japonais. Il prend sa retraite à la fin de la saison 2014.

## Palmarès
- 2004
  - Grand Prix de Gerponville
- 2006
  - 4e étape du Tour du Siam
  - 2e étape du Tour de Hokkaido
  - Tour d'Okinawa
- 2007
  -  Champion d’Asie sur route
  - Tour d'Okinawa
  - 1re étape du Tour du Japon
  - 2e du Tour d'Overijssel
  - 2e du Circuit de Getxo
  - 3e du championnat du Japon sur route
- 2008
  - Tour de Hokkaido
  -  Médaillé de bronze au championnat d'Asie sur route
  - 3e du Tour de Taïwan
- 2009
  - Tour de Hokkaido :
    - Classement général
    - 1re et 5e étapes

  - 2e du championnat du Japon sur route
- 2010
  -  Champion du Japon sur route
  - 3e et 4e étapes du Tour de Taïwan
  - Prologue du Tour de Kumano
  - Kumamoto International Road Race
  - 2e étape du Tour de León
  -  Médaillé d'argent au championnat d'Asie sur route
  -  Médaillé d'argent de la course en ligne aux Jeux asiatiques
  - 2e du Tour de Kumano
- 2011
  - 6e du championnat d'Asie sur route
- 2014
  - 4e du championnat d'Asie sur route

## Classements mondiaux
| Année            | 2005 | 2006 | 2007 | 2008 | 2009 | 2010 | 2011 | 2012 | 2013 | 2014 |
| ---------------- | ---- | ---- | ---- | ---- | ---- | ---- | ---- | ---- | ---- | ---- |
| UCI America Tour |      |      |      |      |      | 172e |      |      |      |      |
| UCI Asia Tour    | 182e | 51e  | 3e   | 5e   | 8e   | 7e   | 21e  |      |      | 87e  |
| UCI Europe Tour  | 793e | 897e | 115e | 686e | 507e | 920e | 383e |      |      | 750e |
| UCI Oceania Tour |      | 78e  |      |      |      |      |      |      |      |      |